# Liste der Monuments historiques in Lamorlaye
Die Liste der Monuments historiques in Lamorlaye führt die Monuments historiques in der französischen Gemeinde Lamorlaye auf.

## Liste der Objekte
| Bezeichnung                         | Beschreibung           | Standort                        | Kennzeichnung | Schutzstatus | Datum | Bild |
| ----------------------------------- | ---------------------- | ------------------------------- | ------------- | ------------ | ----- | ---- |
| Bleiglasfenster Nr. 0: Verkündigung | 1540                   | in der Kirche St-Nicolas (Lage) | PM60001127    | Classé       | 1912  |      |
| Skulptur Maria der Verkündigung     | Stein, 14. Jahrhundert | in der Kirche St-Nicolas (Lage) | PM60001128    | Classé       | 1912  |      |